# Vilacolum
Vilacolum és una entitat de població del municipi altempordanès de Torroella de Fluvià. El 2005 tenia 58 habitants, i el 2008, 262 habitants.
Està a 8 metres d'altitud respecte al nivell del mar. Això no obstant, al nord del nucli hi ha el punt geogràfic més baix de Catalunya, l'antic estany de Vilacolum, situat a 1 metre per sota del nivell del mar. És una població turística on hi ha moltes segones residències; tot i que està lluny del turisme de masses. Està situat a uns dos quilòmetres de Torroella de Fluvià i a uns sis quilòmetres en línia recta de la costa.

## Situació
Està situat en una zona tranquil·la, prop de paisatges diversos com platges de sorra fina, maresmes protegides que alberguen una única fauna i flora, (els aiguamolls) i a prop de restes arqueològiques i monuments històrics que certifiquen els 1000 anys d'història d'aquesta part de Catalunya.
Poblacions properes: Vilamacolum, Sant Pere Pescador, Siurana de l'Empordà.